# Frank Ragnow
Frank Ragnow (geboren am 17. Mai 1996 in Victoria, Minnesota) ist ein ehemaliger US-amerikanischer American-Football-Spieler auf der Position des Centers. Er spielte College Football für die University of Arkansas und stand sieben Jahre lang bei den Detroit Lions in der National Football League (NFL) unter Vertrag.

## College
Ragnow besuchte die Highschool in Chanhassen, Minnesota. Er erhielt Stipendienangebote von mehreren College-Football-Programmen und entschied sich für die University of Arkansas, um für die Arkansas Razorbacks zu spielen. Nachdem er als Freshman begrenzte Einsatzzeit als Center gesehen hatte, war er als Sophomore Stammspieler auf der Position des Right Guards. In den Saisons 2016 und 2017 war er der Starting Center der Razorbacks. Wegen einer Knöchelverletzung verpasste er die Hälfte seiner letzten Saison am College. Insgesamt bestritt er 42 Spiele für Arkansas, davon 33 als Starter.

## NFL
Ragnow wurde im NFL Draft 2018 in der ersten Runde an 20. Stelle von den Detroit Lions ausgewählt. In Detroit übernahm er von Beginn an eine Rolle als Stammspieler und spielte in seiner Rookie-Saison als Left Guard.
Zur Saison 2019 übernahm er die Position als Center von Graham Glasgow, der fortan als Right Guard spielte.
Im ersten Viertel des Spiels gegen die Green Bay Packers am 14. Spieltag der Saison 2020 zog sich Ragnow eine Kehlkopfverletzung zu, weswegen er keine Spielzüge für die Offensive Line mehr ansagen konnte, sodass die Quarterbacks Matthew Stafford und Chase Daniel diese Aufgabe übernehmen mussten. Dennoch spielte Ragnow die Partie zu Ende. Infolge seiner Verletzung konnte er zwei Wochen lang nicht sprechen. Als einer der besten Spieler auf seiner Position wurde er 2020 erstmals in den Pro Bowl gewählt.
Nach der Saison 2020 zogen die Lions die Fifth-Year-Option im Rookievertrag von Ragnow und verlängerten seinen Vertrag anschließend für 54 Millionen Dollar um vier Jahre bis 2026, womit er zum bestbezahlten Center der Liga wurde. In der vierten Partie der Saison 2021 musste Ragnow wegen einer Zehenverletzung ausgewechselt werden. Anschließend wurde er auf die Injured Reserve List gesetzt und verpasste aufgrund der folgenden Operation den Rest der Saison. In der Saison 2022 verpasste er das zweite Spiel wegen einer Fußverletzung, trotz weiterer kleinerer Verletzungsprobleme verpasste Ragnow danach keine weitere Partie. Er wurde zum zweiten Mal in den Pro Bowl gewählt. Auch in den Spielzeiten 2023 und 2024 war Ragnow Pro Bowler. Im Juni 2025 gab er sein Karriereende bekannt. Ragnow bestritt 96 Spiele als Starter für die Lions.